# Museo de la Ciudad de Rosario

El Museo de la Ciudad de Rosario «Wladimir Mikielievich» es un museo de la ciudad de Rosario, Argentina. Se encuentra en Boulevard Oroño 2300, en una esquina del Parque Independencia. Es administrado por la Municipalidad de Rosario. Fue creado el 24 de agosto de 1981, durante la administración del Intendente Alberto Natale.
Posee patrimonio de obras de arte, objetos de las culturas urbanas, colecciones de imágenes, repositorio de obras y artefactos de arte en su patio ad hoc.

## Sedes
- 1.ª sede: desde el 18 de noviembre de 1981 al 14 de septiembre de 1993 en Bv. Oroño 1540. En 2006 funciona la Escuela Superior de Música, de la Municipalidad de Rosario.
- 2.ª sede: en el edificio ocupado por la "Administración de Parques y Paseos" y la "Escuela de Aprendices de Jardineros". La casa, bien dentro del Parque Independencia, es de 1902 y forma parte del inventario de obras con valor arquitectónico y urbanístico elaborado por la Secretaria de Planeamiento.

## Ciclo por TV "Rosario... patrimonio de todos"
La historia del Museo de la Ciudad es mostrada en el ciclo de cortos televisivos Rosario... patrimonio de todos, difundido por el Canal 5 de Rosario, coproductor de la iniciativa. Se filmaron y emitieron, desde diciembre de 1994, más de 15 videos, dedicados a recordar la historia de edificios emblemáticos de la ciudad, entre ellos el Museo.

## Horarios
- De la Biblioteca y Archivo: de martes a viernes de 9 a 14.
- Visitas escolares guiadas: martes a viernes de 9 a 15, durante el ciclo lectivo. Se solicitan turnos a Cons. de Museo Ernesto Aguirre. Tel. (0341) 480 8665, correo electrónico: info@museodelaciudad.org.ar

## Exposiciones históricas
- Julio Vanzo y su ciudad
- Visitas presidenciales a Rosario
- Joaquín Chiavazza, testigo de la ciudad
- Atendido por sus dueños
- Emilia Bertolé
- Descubrir y valorar. Transformaciones del paisaje urbano
- La peste. Epidemia en Rosario
- Ciudad sin bordes
- Farmacia Dinamarca